# 韋斯托弗希爾斯 (特拉華州)
韋斯托弗希爾斯（英語：Westover Hills）是位於美國特拉華州紐卡斯爾縣的一個非建制地區。該地的面積和人口皆未知。

## 地理
韋斯托弗希爾斯的座標為39°45′48″N 75°35′27″W / 39.76333°N 75.59083°W，而該地的平均海拔高度為66米（即217英尺）。